# Petur Alberg

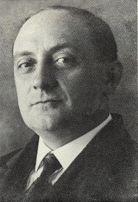
Petur Alberg

Petur Alberg (* 15. Dezember 1885 in Tórshavn; † 1940 auf den Färöern) ist der Komponist der Nationalhymne der Färöer. Manchmal wird er mit dem Pfarrer Peter Alberg Holm (1823–1892) verwechselt.
Die Nationalhymne Tú alfagra land mítt wurde der Überlieferung zufolge am 1. Februar 1906 von Símun av Skarði gedichtet. Petur Alberg schrieb die Melodie dazu 1907.

## Werke
- Tú alfagra land mítt (zusammen mit Símun av Skarði)
  - Bjarni Restorff (arr.): Tú alfagra land mítt. (Chorpartitur) Bjarni Restorff, Tórshavn 1999, ISBN 99918-3-057-X.